# Жаворонково (Черняховский район)
Жаворонково (до 1946 — Вирбельн (нем. Wirbeln)) — посёлок в Черняховском районе Калининградской области. Входит в состав Каменского сельского поселения.
Через посёлок протекает река Шмаковка.

## История
Впервые упоминается в исторических документах в 1611 году.
До 2015 года входил в состав Каменского сельского поселения.

## Население
| 1910 | 1933 | 1939 | 2002 | 2010 |
| ---- | ---- | ---- | ---- | ---- |
| 406  | ↘358 | ↗364 | ↘66  | ↘62  |